# Retinezuur
Retinezuur, vaak vanuit de Engelse naam Retinioc Acid afgekort tot RA en specifiek met alle dubbele banden in de E- of trans-conformatie, zoals in de structuurformule in de infobox hiernaast, tot ATRA, (all-trans-RA) is een metaboliet van vitamine A. Hoewel zowel vitamine A als RA slecht in water oplossen is de oplosbaarheid van het zuur wel groter dan van het vitamine. RA treedt dan ook vaak op als intermediair of zelfs actieve verbinding in de van vitamine A afhankelijke levensprocessen.
ATRA is een noodzakelijke stof tijdens de embryonale ontwikkeling van chordata, die alle hogere dieren omvatten van vissen tot mensen. Tijdens de vroege embryonale ontwikkeling is RA, aangemaakt in een specifiek deel van het embryo, de signaalstof die de ontwikkeling van anterior (kop) naar posterior (staart) stuurt. RA werkt via de Hoxgenen, sturende genen in de segmentatie van het lichaam van het dier.
ATRA is de in de natuur het meest voorkomende variant van deze verbinding; andere isomeren, zoals 9-cis- en 13-cis-RA komen ook voor, maar in veel kleinere hoeveelheden.

## Teratogene isomeren
De sleutelrol die ATRA speelt in de vroege ontwikkeling van een individu maakt ook duidelijk waarom veel stoffen met een retinoide-structuur sterk teratogeen zijn. Een voorbeelden van een dergelijk medicijn is isotretinoïne (13-cis-RA), dat toegepast wordt in de behandeling van zware acne. Overigens geldt dat ook voor zeer grote doses retinylpalmitaat en RA zelf.

## Biosynthese
ATRA kan in het lichaam gevormd worden via een tweestaps-oxidatie van retinol, via retinal naar ATRA. De enzymen die betrokken zijn bij de biosynthese van ATRA ten behoeve van de embryonale ontwikkeling zijn retinol dehydrogenase (Rdh10, retinol naar retinal) en drie verschillende typen retinal hydrogenases. Een overschot aan retinol wordt, ter voorkoming van vergiftiging, door onder andere alcoholdehydrogenase en cytochroom P450 geoxideerd. Eenmaal gevormd heeft het lichaam geen mogelijkheid om het zuur weer om te zetten in retinol. 

## Functie
ATRA is, met uitzondering van de functie in het zien (waarvoor retinal of retinaldehyde noodzakelijk is), verantwoordelijk voor het grootste deel van de aan vitamine A1 (retinal) toegeschreven fysiologische activiteit. Dit is inclusief een aantal met de vruchtbaarheid samenhangende functies bij zowel mannelijke als vrouwelijke zoogdieren. Vitamine A deficiënte dieren leken ll-trans-retinol nodig te hebben voor hun herstel, daarbij werd de interne omzetting naar ATRA over het hoofd gezien. Toedienen van ATRA zelf leidt niet tot compleet herstel omdat dan niet alle noodzakelijke doelorganen bereikt worden. Als dieren in hun dieet alleen ATRA krijgen en geen vitamine A (retinol) of vitamine A1 (retinal) dan treden geen problemen op in de groei of het epitheel, maar treedt wel degeneratie van de retina en uiteindelijk blindheid op ten gevolge van een retinal-tekort.
Dat synthese van ATRA in het doelorgaan belangrijk is bleek als mannelijke ratten op een dieet werden gezet met ATRA, maar zonder retinol of retinal. Zij kregen last van hypogonadisme en onvruchtbaarheid ten gevolge van het gebrek aan lokale synthese van ATRA. Bij vrouwelijke ratten treden onder dezelfde omstandigheden onvruchtbaarheid op door foetale resorbtie ten gevolge van een gebrek aan lokale synthese in het embryo. De ATRA-synthese in de testis wordt vooral door het enzym ALDH1A2 (RALDH2), aldehyde dehydrogenase. Het onderdrukken van dit enzym is voorgesteld als mogelijke route naar een anticonceptiepil voor mannen vanwege de noodzakelijke aanwezigheid van ATRA tijdens de aanmaak van spermatoïden.

## Medicijnen
De verschillende isomeren van ATRA worden ook als medicijn ingezet:
| ATRA      |  | Tretinoïne    |
| 9-cis-RA  |  | Alitretinoïne |
| 13-cis-RA |  | Isotretinoïne |